# Silvestre Varela
Silvestre Manuel Gonçalves Varela (Almada, 2 februari 1985) is een Portugees voormalig voetballer die doorgaans speelde als vleugelspeler. Tussen 2004 en 2023 was hij actief voor Sporting CP, Casa Pia, Vitória Setúbal, Recreativo Huelva, CF Estrela, FC Porto, West Bromwich Albion, Parma, Kayserispor, Belenenses en FC Porto B. Varela maakte in 2010 zijn debuut in het Portugees voetbalelftal en kwam uiteindelijk tot zevenentwintig interlandoptredens.

## Clubcarrière
Varela werd, na het doorlopen van de jeugdopleiding van Sporting CP, verhuurd aan Casa Pia en Vitória Setúbal. Ondanks dat Varela een vaste basisspeler was van Portugal onder 21, wist hij geen plek te veroveren in het eerste elftal van Sporting. Hij kwam tot twee invalbeurten in het seizoen 2005/06. In het seizoen 2007/08 ging hij samen met Beto en Carlos Martins, ook oud-spelers van Sporting, bij Recreativo Huelva in Spanje spelen (opnieuw op huurbasis). Hij keerde in de zomer van 2008 terug naar Sporting, dat hem direct verkocht aan Estrela Amadora.
Voordat het seizoen voorbij was, tekende Varela in maart 2009 een vierjarig contract bij landskampioen FC Porto op het hoogste niveau van Portugal. Hij kwam transfervrij over. In zijn eerste seizoen moest hij in de lijst met spelers met de meeste doelpunten in dat seizoen alleen de Colombiaan Radamel Falcao voor zich dulden. Hij raakte geblesseerd aan zijn kuit en miste de rest van het seizoen, waarin Porto op de derde plek eindigde. In het seizoen 2011/12 verloor hij onder de nieuwe coach Vítor Pereira, samen met meerdere andere Portugese spelers, zijn plek in de basiself. Op 16 februari 2012 zette Varela Porto wel op voorsprong tegen Manchester City in de UEFA Europa League. Achtereenvolgens werd Varela verhuurd aan West Bromwich Albion en Parma, waarna hij in de zomer van 2015 terugkeerde bij Porto. In januari 2017 maakte de Portugees de overstap naar Kayserispor, waar hij zijn handtekening zette onder een verbintenis tot medio 2019. In oktober 2019 tekende hij voor Belenenses en twee seizoenen later voor FC Porto, waar hij in het tweede elftal ging spelen. In de zomer van 2023 besloot Varela op achtendertigjarige leeftijd een punt te zetten achter zijn actieve loopbaan.

## Clubstatistieken
| Seizoen     | Club                | Competitie      | Competitie | Competitie | Competitie | Beker | Beker | Beker | Internationaal | Internationaal | Internationaal | Totaal | Totaal | Totaal |
| Seizoen     | Club                | Competitie      | Wed.       | Dlp.       | Ass.       | Wed.  | Dlp.  | Ass.  | Wed.           | Dlp.           | Ass.           | Wed.   | Dlp.   | Ass.   |
| ----------- | ------------------- | --------------- | ---------- | ---------- | ---------- | ----- | ----- | ----- | -------------- | -------------- | -------------- | ------ | ------ | ------ |
| 2005/06     | Sporting CP         | Liga Portugal   | 2          | 0          | 0          | 0     | 0     | 0     | 2              | 0              | 0              | 4      | 0      | 0      |
| Club Totaal | Club Totaal         | Club Totaal     | 2          | 0          | 0          | 0     | 0     | 0     | 2              | 0              | 0              | 4      | 0      | 0      |
| 2005/06     | → Vitória Setúbal   | Liga Portugal   | 15         | 2          | 3          | 1     | 0     | 0     | —              | —              | —              | 16     | 2      | 3      |
| 2006/07     | → Vitória Setúbal   | Liga Portugal   | 30         | 2          | 3          | 1     | 0     | 0     | 2              | 0              | 0              | 33     | 2      | 3      |
| Club Totaal | Club Totaal         | Club Totaal     | 45         | 4          | 6          | 2     | 0     | 0     | 2              | 0              | 0              | 49     | 4      | 6      |
| 2007/08     | → Recreativo Huelva | La Liga         | 22         | 0          | 0          | 2     | 0     | 0     | —              | —              | —              | 24     | 0      | 0      |
| Club Totaal | Club Totaal         | Club Totaal     | 22         | 0          | 0          | 2     | 0     | 0     | 0              | 0              | 0              | 24     | 0      | 0      |
| 2008/09     | CF Estrela          | Liga Portugal   | 28         | 5          | 6          | 4     | 2     | 1     | —              | —              | —              | 32     | 7      | 7      |
| Club Totaal | Club Totaal         | Club Totaal     | 28         | 5          | 6          | 4     | 2     | 1     | 0              | 0              | 0              | 32     | 7      | 7      |
| 2009/10     | FC Porto            | Liga Portugal   | 18         | 8          | 4          | 6     | 2     | 0     | 5              | 1              | 0              | 29     | 11     | 4      |
| 2010/11     | FC Porto            | Liga Portugal   | 26         | 10         | 4          | 6     | 2     | 1     | 12             | 1              | 1              | 44     | 13     | 6      |
| 2011/12     | FC Porto            | Liga Portugal   | 21         | 3          | 4          | 6     | 2     | 0     | 9              | 1              | 0              | 36     | 6      | 4      |
| 2012/13     | FC Porto            | Liga Portugal   | 25         | 4          | 4          | 5     | 0     | 0     | 8              | 2              | 0              | 38     | 6      | 4      |
| 2013/14     | FC Porto            | Liga Portugal   | 25         | 5          | 5          | 11    | 5     | 2     | 12             | 1              | 0              | 48     | 11     | 7      |
| Club Totaal | Club Totaal         | Club Totaal     | 115        | 30         | 21         | 34    | 11    | 3     | 46             | 6              | 1              | 195    | 47     | 25     |
| 2014/15     | → West Brom         | Premier League  | 7          | 1          | 0          | 2     | 0     | 3     | —              | —              | —              | 9      | 1      | 3      |
| Club Totaal | Club Totaal         | Club Totaal     | 7          | 1          | 0          | 2     | 0     | 3     | 0              | 0              | 0              | 9      | 1      | 3      |
| 2014/15     | → Parma Calcio 1913 | Serie A         | 19         | 3          | 1          | 1     | 0     | 0     | —              | —              | —              | 20     | 3      | 1      |
| Club Totaal | Club Totaal         | Club Totaal     | 19         | 3          | 1          | 1     | 0     | 0     | 0              | 0              | 0              | 20     | 3      | 1      |
| 2015/16     | FC Porto            | Liga Portugal   | 22         | 3          | 1          | 9     | 0     | 0     | 3              | 0              | 0              | 34     | 3      | 1      |
| 2016/17     | FC Porto            | Liga Portugal   | 4          | 0          | 0          | 2     | 0     | 0     | 1              | 0              | 0              | 7      | 0      | 0      |
| Club Totaal | Club Totaal         | Club Totaal     | 141        | 33         | 22         | 45    | 11    | 3     | 50             | 6              | 1              | 236    | 50     | 26     |
| 2016/17     | Kayserispor         | Süper Lig       | 15         | 0          | 2          | 2     | 0     | 0     | —              | —              | —              | 17     | 0      | 2      |
| 2017/18     | Kayserispor         | Süper Lig       | 8          | 2          | 0          | 3     | 0     | 1     | —              | —              | —              | 11     | 2      | 1      |
| 2018/19     | Kayserispor         | Süper Lig       | 32         | 1          | 6          | 4     | 1     | 1     | —              | —              | —              | 36     | 2      | 7      |
| Club Totaal | Club Totaal         | Club Totaal     | 55         | 3          | 8          | 9     | 1     | 2     | 0              | 0              | 0              | 64     | 4      | 10     |
| 2019/20     | B SAD               | Liga Portugal   | 21         | 3          | 4          | 2     | 0     | 0     | —              | —              | —              | 23     | 3      | 4      |
| 2020/21     | B SAD               | Liga Portugal   | 30         | 0          | 2          | 3     | 0     | 1     | —              | —              | —              | 33     | 0      | 3      |
| Club Totaal | Club Totaal         | Club Totaal     | 51         | 3          | 6          | 5     | 0     | 1     | 0              | 0              | 0              | 56     | 3      | 7      |
| 2021/22     | FC Porto B          | Liga Portugal 2 | 30         | 4          | 6          | —     | —     | —     | —              | —              | —              | 30     | 4      | 6      |
| 2022/23     | FC Porto B          | Liga Portugal 2 | 11         | 0          | 0          | —     | —     | —     | —              | —              | —              | 11     | 0      | 0      |
| Club Totaal | Club Totaal         | Club Totaal     | 41         | 4          | 6          | 0     | 0     | 0     | 0              | 0              | 0              | 41     | 4      | 6      |
| TOTAAL      | TOTAAL              | TOTAAL          | 411        | 56         | 55         | 70    | 14    | 10    | 54             | 6              | 1              | 535    | 76     | 66     |

## Interlandcarrière
Door zijn prestaties bij FC Porto verdiende Varela op 3 maart 2010 zijn eerste interland voor het Portugees voetbalelftal, toen hij de tweede helft van het met 2-0 gewonnen vriendschappelijke duel tegen China in Coimbra mee mocht spelen. Ook doelman Henrique Hilário (Chelsea FC) maakte in die wedstrijd voor het eerst zijn opwachting in de nationale A-ploeg. Zijn eerste doelpunt voor het nationale elftal scoorde de vleugelaanvaller in een 1–1 gelijkspel tegen Chili in Leiria op 26 maart 2011.
Tijdens het Europees kampioenschap voetbal 2012 viel hij in tijdens de wedstrijd tegen Duitsland die Portugal uiteindelijk verloor met 1–0. In de tweede groepswedstrijd tegen Denemarken begon hij opnieuw op de bank maar viel in de 84e minuut in en scoorde drie minuten voor het einde de beslissende 2-3 waardoor Portugal in de race bleef voor een plaats in de kwartfinales. Uiteindelijk werd de ploeg van bondscoach Paulo Bento in de halve finale na strafschoppen (2–4) uitgeschakeld door titelverdediger en buurland Spanje, dat tevens later het toernooi zou winnen. In de reguliere speeltijd plus verlenging waren beide ploegen blijven steken op 0–0.
Op 19 mei 2014 maakte bondscoach Paulo Bento bekend Varela mee te nemen naar het wereldkampioenschap voetbal in Brazilië. Clubgenoten Diego Reyes en Héctor Herrera (Mexico), Juan Fernando Quintero en Jackson Martínez (Colombia), Jorge Fucile (Uruguay), Eliaquim Mangala (Frankrijk), Nabil Ghilas (Algerije) en Steven Defour (België) waren ook actief op het toernooi.